# 失落謎城
是一部2022年美國喜劇冒險片，由亞倫·尼和亞當·尼共同執導，並與歐倫·耶齊爾和丹娜·福斯撰寫劇本。主演包括珊卓·布拉克、查寧·塔圖、帕蒂·哈里森、奧斯卡·努納茲、達芬·喬伊·藍道夫和丹尼爾·雷德克里夫。劇情講述喪夫隱居的浪漫小說家和作品的封面模特兒在一次圖書巡迴活動中被捲入了綁架案，這讓兩人都陷入了一場殘酷的叢林冒險。
《失落謎城》由派拉蒙影業定檔2022年3月25日於美國上映。電影獲得整體中上的評價，珊卓·布拉克與查寧·塔圖的演技和螢幕化學效應獲得好評，但也有部分評論家對劇情設計偏向可預測的趨勢頗有微詞。

## 故事概要
洛莉塔·沙吉是個以撰寫有關考古博士安潔拉·洛芙莫爾（Dr. Angela Lovemore）與達西·麥克洪（Dash McMahon）的冒險經歷的浪漫考古冒險題材系列小說聞名、但脾氣不甚近人的小說作家，她曾經在文壇紅極一時，但在身為考古學家的丈夫過世後變得鬱鬱寡歡，不但消失在公眾的面前，過著隱居的生活，還陷入創作瓶頸之中，連原先的讀者也紛紛奚落她江郎才盡和一蹶不振的舉動。某天她的出版商貝絲·哈頓為了推廣洛莉塔發表的作品，透過智慧手機知會她必須和扮演書中男主角達西的模特兒艾倫·卡普里森參加新書巡迴發表會，這使得洛莉塔更加心煩意亂。
洛莉塔依約出席新書巡迴發表會，這次發表的作品內容，是關於安潔拉和達西發掘由紅色寶石製成的冠冕「火焰之冠」的秘密。久未出現在公眾面前的洛莉塔感到焦躁不安，沒想到開場便因為書迷對艾倫飾演的角色達西的癡迷，陷入一場混亂之中，洛莉塔甚至還遭億萬富豪阿比蓋爾·費爾法克斯綁架。費爾法克斯說明道，自己會找上她晤談，是因為他察覺洛莉塔撰寫在小說裡的內容，其實是洛莉塔與亡夫所做的實際歷史研究，費爾法克斯在一個偏遠的大西洋島嶼上發現了一座失落的城市，並確信火炎之冠是屬於古代卡拉曼國王和塔哈王后留在當地的無價之寶。當洛莉塔拒絕説明破譯寶藏的古代地圖時，費爾法克斯因為擔心調查地點的活火山爆發，會讓他的尋寶計劃功虧一簣，轉而用麻醉劑迷暈洛莉塔，將她帶往該座島嶼。
另一方面，暗中迷戀著洛莉塔的艾倫，正好目擊洛莉塔遭綁架的事件，為了營救洛莉塔，艾倫急忙聯繫曾為海豹部隊突襲隊員的中央情報局特工傑克·塔拉尼，與後者趕往洛莉塔所在的島嶼會合。在沒有艾倫幫助的情況下，傑克闖入了費爾法克斯的住處，成功救出了洛莉塔。當洛莉塔、艾倫、傑克試圖逃跑時，一場槍戰隨之而來，傑克在混亂中不慎中槍倒地，洛莉塔與艾倫則趁機逃進了叢林。
洛莉塔與艾倫花了一天時間逃離費爾法克斯的追隨者，待在叢林中的吊床上過夜後，抵達座落附近的村莊休息。兩者在村莊活動的期間，聽見村民唱著的民歌內容，洛莉塔從歌詞推斷火炎之冠隱藏在叢林中的天然井中，但是費爾法克斯趁著兩者離開村莊前再度逮住洛莉塔，連試圖騎乘摩托車救回洛莉塔的艾倫也被捕獲，費爾法克斯再度重申自己的立場，強迫兩人透露寶藏的位置。
一行人抵達卡拉曼國王和塔哈王后的陵寢展開調查，結果卻出乎眾人的意料之外：陵寢並非塔哈和卡拉曼權力的寶藏紀念碑，而是王后哀悼丈夫去世的秘密場所；塔哈王后的火炎之冠其實是由紅色貝殼製作而成，這是卡拉曼國王用於表達對塔哈王后的愛意；傳說中真正的寶藏，並不是無價之寶，而是意指卡拉曼國王和塔哈王后之間密不可分的愛情。得知真相的費爾法克斯惱怒不已，索性在島上的火山爆發時將洛莉塔與艾倫鎖在陵寢裡，準備將兩者滅口，然而費爾法克斯囚禁洛莉塔與艾倫的舉動，反讓原為費爾法克斯的心腹之一拉菲認清其殘忍，決定不再聽命於費爾法克斯，拉菲暗地在陵寢裡留下了一根撬棍，藉此幫助洛莉塔與艾倫脫逃，他還乘船將費爾法克斯拋棄在島上。稍後貝絲偕同當地海岸警衛隊一起抵達，救出洛莉塔與艾倫，成功將費爾法克斯逮捕歸案。
事件落幕後，洛莉塔因為自己和艾倫經歷的這段冒險旅程而重新振作，走出喪夫的陰霾，她還從這段冒險旅程獲得靈感，將其撰寫進下一部發表的作品而大獲好評。最終她和艾倫在書籍巡迴發表會落幕後，前往海灘散心，兩者在海灘上接吻。
片尾彩蛋中，洛莉塔與艾倫後來參加了一個冥想課程，在課堂上意外地和先前在島上中彈的傑克重逢，傑克透露自己在頭部中彈後，以某種方式倖存下來，他還宣稱自己因禍得福，讓大腦開發了10%。

## 演員
- 珊卓·布拉克飾演洛莉塔·沙吉（Loretta Sage）
- 查寧·塔圖飾演艾倫·卡普里森／達西·麥克洪（Alan Caprison / Dash McMahon）
- 丹尼爾·雷德克里夫飾演費爾法克斯（Fairfax）
- 達芬·喬伊·藍道夫飾演貝絲·哈頓（Beth Hatten）
- 帕蒂·哈里森飾演普拉特·卡普里森（Pratt Caprison）
- 奧斯卡·努納茲（英语：Oscar Nunez）飾演艾德里安·奧斯汀（Adrian Austin）
- 布萊德·彼特飾演傑克·塔拉尼（Jack Trainer）
- 雷蒙·李（英语：Raymond Lee (actor)）飾演高梅茲警官（Officer Gomez）

## 製作
本片早期名為《迷失D城》（The Lost City of D）。2020年10月，據報導珊卓·布拉克將出演電影。該片由亞倫·尼和亞當·尼共同執導，塞斯·戈登和丹娜·福斯撰寫劇本。2020年12月，查寧·塔圖加入演員陣容。2021年3月，帕蒂·哈里森、達芬·喬伊·藍道夫和丹尼爾·雷德克里夫加入演員陣容。2021年4月，奧斯卡·努納茲加入演員陣容，而布萊德·彼特將客串出演電影。

### 拍攝
主體拍攝於2021年5月在多明尼加開始進行，並於同年8月16日殺青。

## 發行
《失落謎城》於2022年3月25日在美國上映。此前，上映日期曾定於2022年4月15日。

### 評價
爛番茄根據266條評論，本片獲得79%的新鮮度，平均得分6.4/10，觀眾投票獲得83%的分數，平均得分為4.2／5。在Metacritic上，電影獲得60分。

### 票房
| 上一届： 《蝙蝠俠》 | 2022年美國週末票房冠軍 第12週 | 下一届： 《魔比斯》               |
| 上一届： 《咒》     | 2022年台北週末票房冠軍 第15週 | 下一届： 《怪獸與鄧不利多的秘密》 |

## 外部連結
- 互联网电影数据库（IMDb）上《失落謎城》的资料（英文）
- Metacritic上《失落謎城》的資料（英文）
- Box Office Mojo上《失落謎城》的资料（英文）
- 爛番茄上《失落謎城》的資料（英文）
- AllMovie上《失落謎城》的资料（英文）
- 開眼電影網上《失落謎城》的資料（繁體中文）
- 时光网上《失落謎城》的資料（简体中文）
- 豆瓣电影上《失落謎城》的資料 （简体中文）